# استان تعز
تَعِزّ (به عربی:  محافظة تعز ) نام استانی در کشور یمن است. مرکز این استان شهر تعز می‌باشد.

## جغرافیا
استان تعز در قلهٔ کوه صبر شمالی واقع شده‌است
در حدود ۲۵۶ کیلومتر از شهر صنعا پایتخت یمن فاصله دارد
در ارتفاع ۱۵۰۰ متری از سطح دریا قرار دارد.

## پیشینهٔ تاریخی
تاریخ بنای این شهر به قرن سوم هجری قمری بر می‌گردد. ساکنان این شهر از دو گروه (قبیله) تشکیل یافته بودند و بنامهای «الصلیحیون» و «الرسولیون» معروف بودند.
این شهر در دوران گذشته بنام (العُدینة) معروف بوده‌است.

## آثار باستانی
در این استان بساری از آثارهای به جا ماندهٔ قدیم به چشم می‌خورد. همچنین آثاری از مساجد ومدارس «(الصلیحیون» و «الرسولیون» نیز وجود دارد. بر فراز کوه قلعهٔ بزرگی وجود دارد که بنام «قلعهٔ القاهره» مشهور است، این قلعه مقر حاکم آن دوران «ملک المظفر الرسولی» بوده‌است. دور تا دور شهر حصاربند بوده‌است، آثار این حصار (سور) هنوز در گوشه و کنار شهر دیده می‌شود. این حصار مابین سالهای ۹۴۳ و ۹۵۰ هجری قمری ساخته شده‌است.

## جمعیت
تعداد جمعیت این استان در حدود ۱۱۶۳۸۲ نفر می‌باشد، شغل بیشتر ساکنان استان کشاورزی است.
اکثر جمعیت این استان سنی مذهب شافعی هستند.